# Mesoamerikanskt bollspel

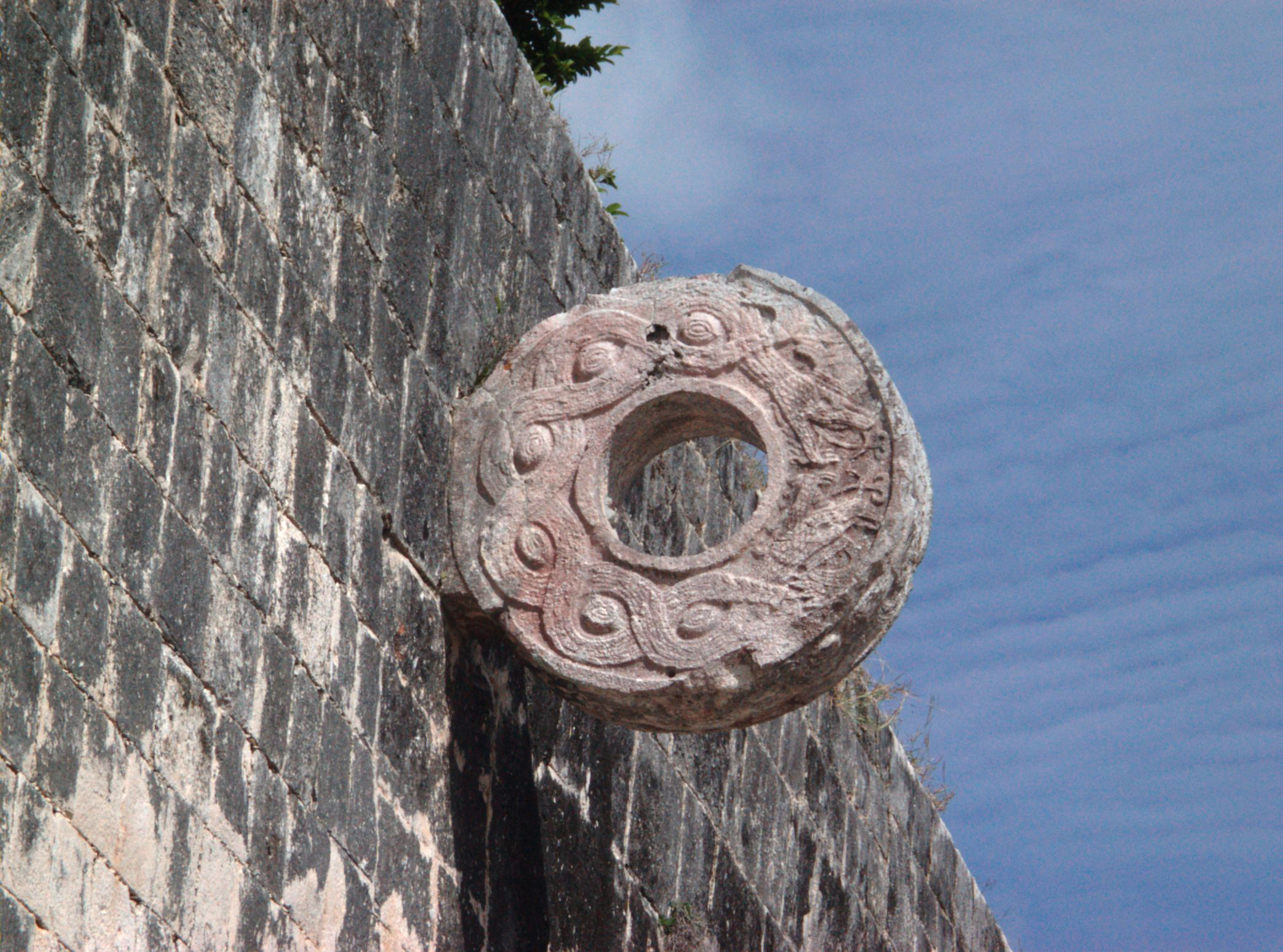
Bollspelsmål i Chichén Itzá

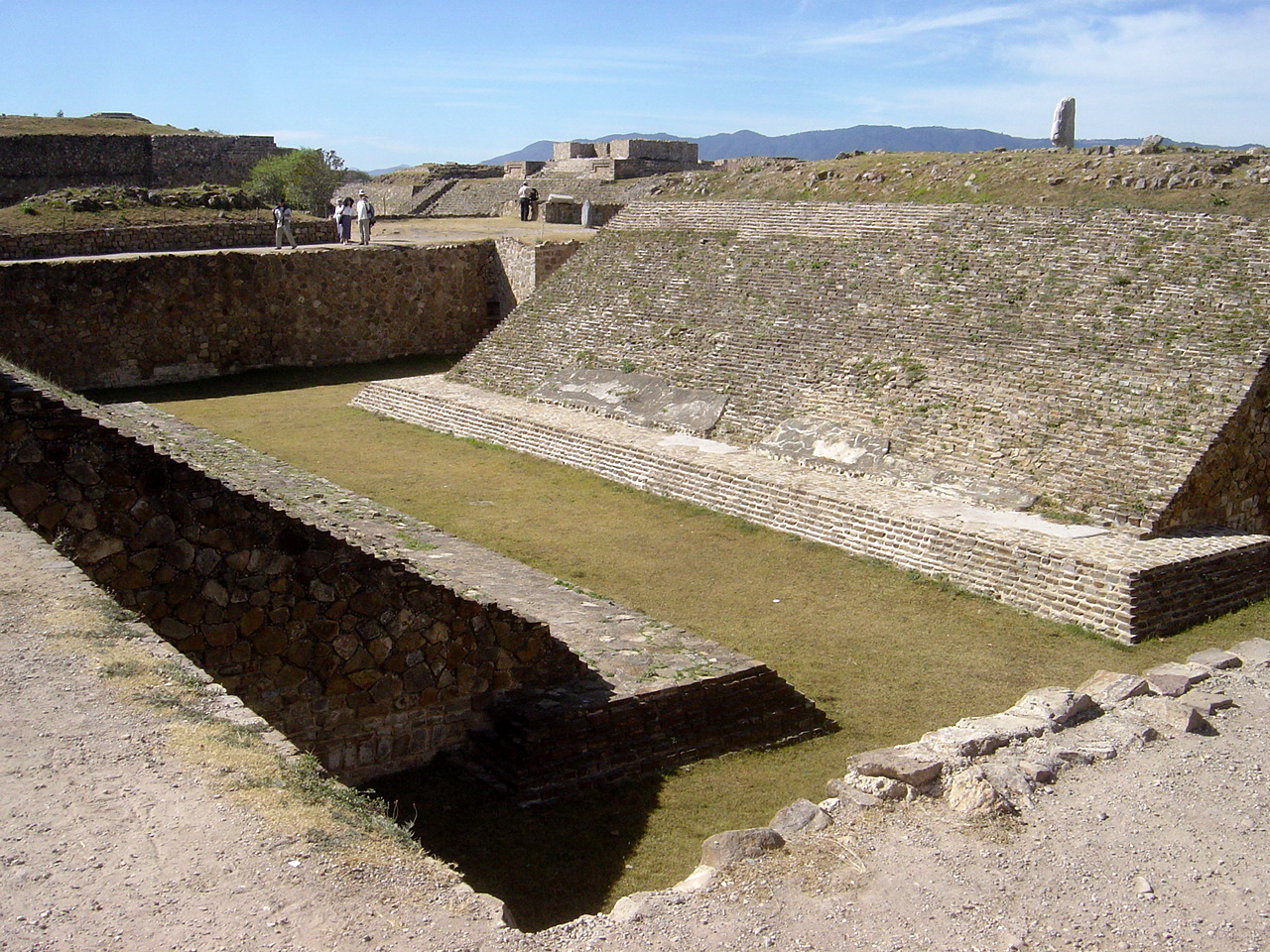
Bollspelsplan i Monte Albán

Mesoamerikanskt bollspel var en sport som praktiserades under mer än 3000 år av förkolumbianska folk i Mesoamerika. Bollspelet var oftast knutet till vissa ritualer. Sporten förekom i flera olika varianter genom åren, och den moderna varianten av spelet, ulama, förekommer fortfarande hos urfolk på vissa platser i Mexiko.
Man har hittat förkolumbianska bollspelsplaner över hela Mesoamerika. Dessa banor är olika stora, men alla är långa och smala med sidoväggar som bollen kunde studsa emot. Många av spelplanerna är väl bevarade.
Spelets regler är inte kända, men tar man den nuvarande varianten ulama i beaktande, så påminner de troligen om volleybollregler, där avsikten är att hålla bollen i spel. Bollspelet fanns i flera olika varianter. De runda målen av sten har tillkommit senare i spelet, och finns inte på alla planer.
I den mest utbredda varianten av spelet knuffade spelarna till bollen med höfterna. I en del varianter var det tillåtet att använda underarmarna, racketar, slagträ eller handstenar. Bollen var av robust gummi och kunde väga upp till drygt fyra kilo. Bollens storlek varierade mycket.
Bollspelet hade viktiga rituella aspekter, och stora matcher avhölls som rituella begivenheter, ofta i samband med människooffer. Sporten utövades också av barn och kanske även av kvinnor.